# FK Smederevo
FK Smederevo, bildad 6 maj 1924, är en fotbollsklubb ifrån Smederevo i Serbien. Klubben spelar i Serbiens tredjedivision för herrar. Den kändaste spelaren därifrån är Branislav Ivanović som för närvarande spelar i engelska Chelsea i Premier League.